# Midir
En el ciclo mitológico de la literatura irlandesa temprana, Midir (irlandés antiguo) o Midhir (irlandés moderno) era hijo del Dagda del Tuatha Dé Danann. Después de que los milesianos derrotasen a los Tuatha Dé Danann, fue a vivir al sidh de Brí Léith (el cual se cree que fue Ardagh Cerro, Co. Longford). 
En la Primera Recensión del Lebor Gabála, Midir de Brí Léith fue hecho el "hijo de Induí hijo de Échtach hijo de Etarlam".El nombre Midir puede provenir de la antigua palabra irlandesa para un juez, midithir.

## Tochmarc Étaíne
Midir es uno de los personajes principales de la saga del irlandés antiguo Tochmarc Étaíne ("El Galanteo de Étaín"), la cual hace saltos a través de tiempo desde la edad del Túatha Dé Danann hasta el tiempo de Eochaid Airem, Alto Rey de Irlanda. Midir fue el marido de Fúamnach, pero más tarde cayó enamorado de Étaín, recibiendo la ayuda de su hijo adoptivo y medio-hermano Angus (también Oengus) para hacerle su novia nueva. Esto provocó la venganza de Fuamnach contra la nueva joven mujer, causándole una serie de desgracias hasta que después de varias transformaciones (incluyendo agua, un gusano, y una mariposa o libélula), Étaín cayó en la bebida de otra mujer y renació. 
Más tarde, ella se casó con Eochaid Airem, en aquel tiempo el Alto Rey de Irlanda. Sin abandonar, Midir hizo un intento de traer su mujer de vuelta a casa, yendo a ver al Rey y desafiándole a varios juegos de fidchell. Eochaid los ganó todos menos el último, ganando Midir, que pidió un beso de Étaín como su premio. Eochaid mantuvo su palabra y le permitió a Midir el beso, pero Midir se giró, tomó a Étaín y dejó la residencia real a través de la chimenea. Eochaid no aceptó la pérdida de su mujer y los persiguió. Entonces, Midir utilizó sus poderes mágicos para convertir a cincuenta mujeres en personas similares a Étaín, ofreciéndole al rey la posibilidad de escoger sólo a una. Eochaid, intentando encontrar la verdadera, escogió su propia hija por accidente y perdió a Étaín, también paternizando una hija a su propia hija en el proceso.

## Otros aspectos
Midir figura en una anécdota breve sobre el tacaño poeta Athirne, hijo de Ferchertne, en la heroica edad retratada por el Ulster Ciclo. La historia, titulada Aigidecht Aitherni ("El invitado de Athirne") en un manuscrito, recuenta que Athirne vino a casa de Midir en Brí Léith y ayunó en contra de él para obtener sus tres grúas mágicas qué quedaron fuera de su casa que niegan la entrada a cualquiera que se acercase. Además, "cualquiera de los hombres de Irlanda quien les vio no podría afrontar un combate equilibrado aquel día."
Midir también interfirió cuando Fráech intentó cortejar a Treblainne. Se le describe como el padre de uno del Machas, así como de Bri Bruachbrecc.En el "Metrical Dindsenchas" se dice también que es el padre adoptivo de Angus.